# Ciocani
Ciocani is een Roemeense gemeente in het district Vaslui.
Ciocani telt 1784 inwoners.